# Ignacy Antonowicz

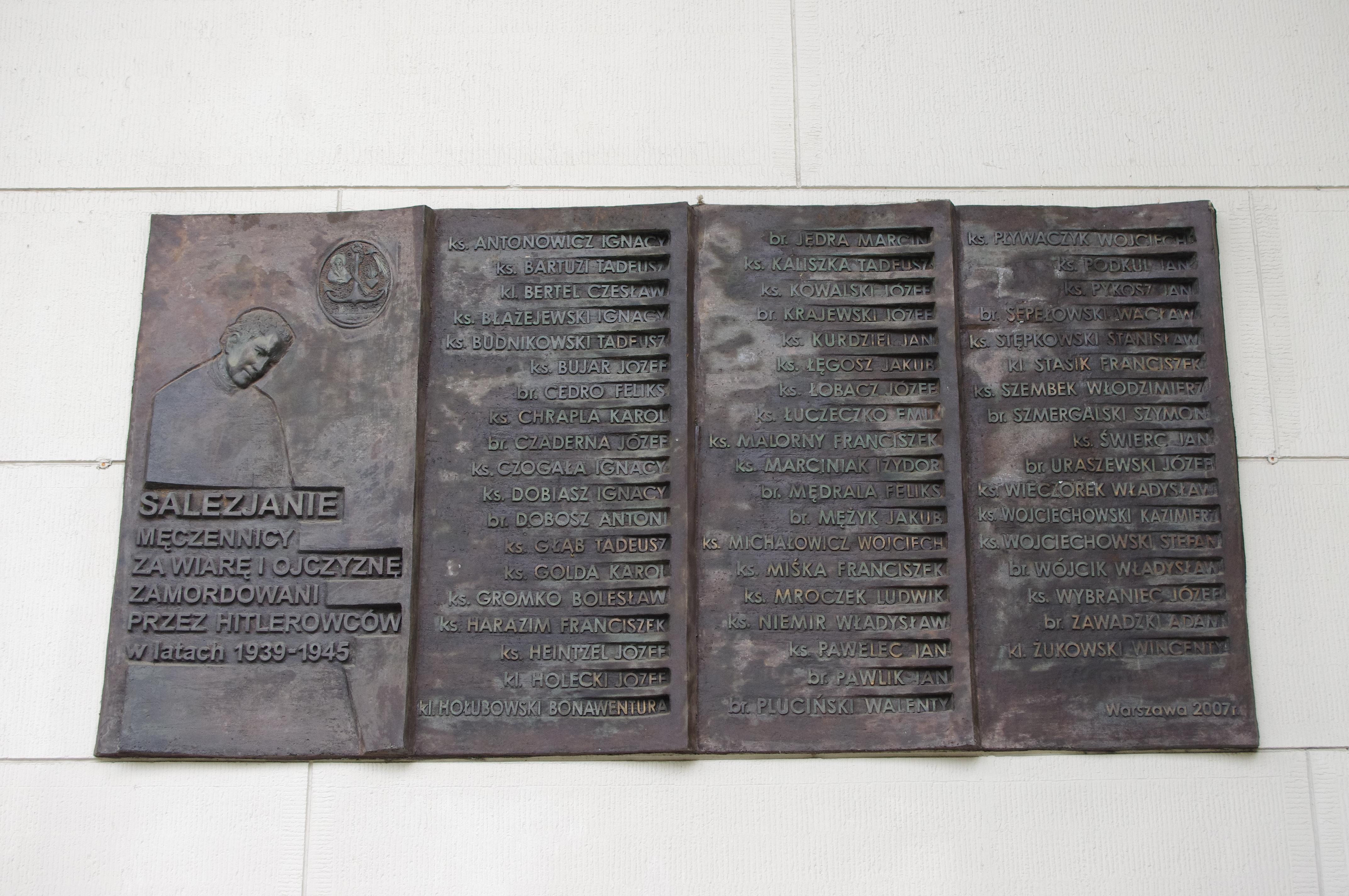
Tablica upamiętniająca salezjanów pomordowanych w czasie II wojny światowej na ścianie Bazyliki Najświętszego Serca Jezusowego w Warszawie

Ignacy Antonowicz SDB (ur. 14 lipca 1890 w Więsławicach, zm. 21 lipca 1941 w KL Auschwitz) – polski ksiądz, Sługa Boży Kościoła katolickiego.

## Życiorys
Był synem Jakuba i Jadwigi z d. Valerius. W latach 1901–1905 przebywał w zakładzie selezjańskim w Oświęcimiu. Przez rok od 1925 do 1926 pełnił obowiązki katechety zakładu Oświęcimskiego. W 1934 przyjął posadę dyrektora Salezjańskiego Instytutu Teologicznego w Krakowie i sprawował ją aż do uwięzienia 23 maja 1941 roku.
Więziony w Krakowie trafił do niemieckiego obozu zagłady Auschwitz-Birkenau, gdzie otrzymał numer obozowy 17371. Był tam bity i kopany aż do nieprzytomności. Został poszczuty psem, który zrywał z niego kawałki ciała. Nieprzytomnego sprowadzono na rewir, gdzie później zmarł.
Jest jednym ze 122 Sług Bożych, wobec których 17 września 2003 roku rozpoczął się proces beatyfikacyjny drugiej grupy męczenników z okresu II wojny światowej.

## Ordery i odznaczenia
- Krzyż Walecznych (1921)[1]